# Philippe Mexès
Philippe Mexès (Toulouse; 30 de marzo de 1982) es un exfutbolista francés que jugaba en la posición de defensa central. Su último club fue el A. C. Milan en el cual estuvo hasta el año 2016. Comenzó su carrera profesional en el A. J. Auxerre, club con en el que ganó la Copa de Francia en 2003. Al año siguiente pasó la Serie A, donde ganó la Copa y Supercopa de Italia en dos ocasiones con la Roma y el Milan respectivamente. Además con la selección de fútbol de Francia ha sido campeón de la Copa FIFA Confederaciones y del Campeonato Europeo Sub-18.

## Trayectoria
Se inició como jugador en el AJ Auxerre de Francia en el año de 2001 en el que su equipo clasificó para la Champions League en la que su equipo quedó eliminado en la fase de grupos. En 2004 jugó la Eurocopa en Portugal en la que su equipo cayó en los cuartos de final 1 a 0 ante Grecia con un gol de Charisteas al minuto 19.
En ese año fue fichado por la Roma en la que debutó perdiendo 3 a 1 ante el Liverpool en un amistoso jugado en Estados Unidos. Con la Roma jugó la Liga de Campeones de la UEFA y su equipo quedó tercero en la fase de grupos por debajo del Bayer Leverkusen y el Real Madrid. Ese año su equipo quedó séptimo en Serie A y se clasificó a la Copa de la UEFA.
En la temporada siguiente su equipo en la primera mitad del campeonato italiano estaba en descenso pero en la segunda mitad mejoraron y llegaron quintos pero debido a la penalización de la Fiorentina y el Milan llegaron segundos, en la Copa de la UEFA cayeron en segunda ronda ante el Middlesbrough y en Copa de Italia cayeron ante el Internazionale en la final.
La temporada siguiente su equipo llegó segundo en Serie A, ganaron la Copa de Italia por global de 8 a 4 ante el Inter y en Champions se destacaron por ganarle a equipos como el Olympique de Lyon pero en Cuartos de final cayeron por goleada en el global contra el Manchester United inglés.

## Selección nacional
Ha sido internacional con la Selección de Francia en 29 ocasiones. El 11 de agosto, debutó como capitán de la Selección de Francia en un amistoso contra Irlanda.

### Participaciones en Copa Confederaciones
| Copa                      | Sede    | Resultado | Partidos | Goles |
| ------------------------- | ------- | --------- | -------- | ----- |
| Copa Confederaciones 2003 | Francia | Campeón   | 2        | 0     |

### Participaciones en Eurocopas
| Copa          | Sede              | Resultado        | Partidos | Goles |
| ------------- | ----------------- | ---------------- | -------- | ----- |
| Eurocopa 2012 | Polonia · Ucrania | Cuartos de final | 3        | 0     |

## Estadísticas

### Clubes
| Club | Div.          | Temporada     | Liga  | Liga  | Copas nacionales(1) | Copas nacionales(1) | Torneos internacionales(2) | Torneos internacionales(2) | Otros(3) | Otros(3) | Total | Total |
| Club | Div.          | Temporada     | Part. | Goles | Part.               | Goles               | Part.                      | Goles                      | Part.    | Goles    | Part. | Goles |
| --- | ------------- | ------------- | ----- | ----- | ------------------- | ------------------- | -------------------------- | -------------------------- | -------- | -------- | ----- | ----- |
| A. J. Auxerre Francia | 1.ª           | 1999-00       | 5     | 0     | 1                   | 0                   | —                          | —                          | —        | —        | 6     | 0     |
| A. J. Auxerre Francia | 1.ª           | 2000-01       | 32    | 0     | 4                   | 0                   | 3                          | 0                          | —        | —        | 39    | 0     |
| A. J. Auxerre Francia | 1.ª           | 2001-02       | 30    | 3     | 2                   | 0                   | —                          | —                          | —        | —        | 32    | 3     |
| A. J. Auxerre Francia | 1.ª           | 2002-03       | 34    | 1     | 4                   | 0                   | 11                         | 0                          | —        | —        | 49    | 1     |
| A. J. Auxerre Francia | 1.ª           | 2003-04       | 32    | 3     | 5                   | 0                   | 8                          | 1                          | —        | —        | 45    | 4     |
| A. J. Auxerre Francia | Total club    | Total club    | 133   | 7     | 16                  | 0                   | 22                         | 1                          | —        | —        | 168   | 8     |
| A. S. Roma · Italia | 1.ª           | 2004-05       | 28    | 0     | 6                   | 1                   | 3                          | 0                          | —        | —        | 37    | 1     |
| A. S. Roma · Italia | 1.ª           | 2005-06       | 27    | 3     | 7                   | 0                   | 9                          | 0                          | —        | —        | 43    | 3     |
| A. S. Roma · Italia | 1.ª           | 2006-07       | 27    | 3     | 6                   | 0                   | 7                          | 0                          | 1        | 0        | 41    | 3     |
| A. S. Roma · Italia | 1.ª           | 2007-08       | 31    | 1     | 4                   | 1                   | 9                          | 0                          | 1        | 0        | 45    | 2     |
| A. S. Roma · Italia | 1.ª           | 2008-09       | 29    | 2     | 2                   | 0                   | 6                          | 0                          | 1        | 0        | 38    | 2     |
| A. S. Roma · Italia | 1.ª           | 2009-10       | 19    | 1     | 4                   | 1                   | 9                          | 0                          | —        | —        | 32    | 2     |
| A. S. Roma · Italia | 1.ª           | 2010-11       | 22    | 1     | 3                   | 0                   | 6                          | 1                          | —        | —        | 31    | 2     |
| A. S. Roma · Italia | Total club    | Total club    | 183   | 11    | 32                  | 3                   | 49                         | 1                          | 3        | 0        | 267   | 15    |
| A. C. Milan · Italia | 1.ª           | 2011-12       | 14    | 0     | 3                   | 0                   | 6                          | 0                          | 1        | 0        | 24    | 0     |
| A. C. Milan · Italia | 1.ª           | 2012-13       | 25    | 1     | 1                   | 0                   | 6                          | 1                          | —        | —        | 32    | 2     |
| A. C. Milan · Italia | 1.ª           | 2013-14       | 22    | 2     | 2                   | 0                   | 7                          | 0                          | —        | —        | 31    | 2     |
| A. C. Milan · Italia | 1.ª           | 2014-15       | 20    | 2     | 0                   | 0                   | —                          | —                          | —        | —        | 20    | 2     |
| A. C. Milan · Italia | 1.ª           | 2015-16       | 5     | 1     | 2                   | 0                   | —                          | —                          | —        | —        | 7     | 1     |
| A. C. Milan · Italia | Total club    | Total club    | 86    | 6     | 9                   | 0                   | 19                         | 1                          | 1        | 0        | 114   | 7     |
| Total carrera | Total carrera | Total carrera | 402   | 24    | 56                  | 3                   | 90                         | 3                          | 4        | 0        | 549   | 30    |
| (1) Incluye datos de la Copa de Francia (1999-04) y Copa Italia (2004-16). (2) Incluye datos de la Copa Intertoto de la UEFA (2000), Liga de Campeones de la UEFA (2002-14), Copa de la UEFA (2003-06) y Liga Europa de la UEFA (2009-10). (3) Incluye datos de la Supercopa de Italia (2006-12). |               |               |       |       |                     |                     |                            |                            |          |          |       |       |

### Selección nacional
| Selección        | Año             | Amistosos | Amistosos | Clasificación | Clasificación | Eurocopa | Eurocopa | Confederaciones | Confederaciones | Total | Total |
| Selección        | Año             | Part.     | Goles     | Part.         | Goles         | Part.    | Goles    | Part.           | Goles           | Part. | Goles |
| ---------------- | --------------- | --------- | --------- | ------------- | ------------- | -------- | -------- | --------------- | --------------- | ----- | ----- |
| Absoluta Francia |                 |           |           |               |               |          |          |                 |                 |       |       |
| 2002             | 1               | 0         | 1         | 0             | —             | —        | —        | —               | 2               | 0     |       |
| 2003             | 1               | 0         | —         | —             | —             | —        | 2        | 0               | 3               | 0     |       |
| 2004             | 1               | 0         | —         | —             | —             | —        | —        | —               | 1               | 0     |       |
| 2005             | —               | —         | —         | —             | —             | —        | —        | —               | —               | —     |       |
| 2006             | —               | —         | —         | —             | —             | —        | —        | —               | —               | —     |       |
| 2007             | 2               | 0         | —         | —             | —             | —        | —        | —               | 2               | 0     |       |
| 2008             | 2               | 0         | 1         | 0             | —             | —        | —        | —               | 3               | 0     |       |
| 2009             | 2               | 0         | —         | —             | —             | —        | —        | —               | 2               | 0     |       |
| 2010             | 2               | 0         | 4         | 0             | —             | —        | —        | —               | 6               | 0     |       |
| 2011             | 2               | 0         | 1         | 1             | —             | —        | —        | —               | 3               | 1     |       |
| 2012             | 4               | 0         | —         | —             | 3             | 0        | —        | —               | 7               | 0     |       |
| Total selección  | Total selección | 17        | 0         | 7             | 1             | 3        | 0        | 2               | 0               | 29    | 1     |

#### Goles internacionales
| # | Fecha               | Lugar                            | Rival      | Gol | Resultado | Competición                         |
| - | ------------------- | -------------------------------- | ---------- | --- | --------- | ----------------------------------- |
| 1 | 25 de marzo de 2011 | Estadio Josy Barthel, Luxemburgo | Luxemburgo | 1-0 | 2-0       | Clasificación para la Eurocopa 2012 |

## Palmarés

### Títulos nacionales
| Título              | Club          | País    | Año  |
| ------------------- | ------------- | ------- | ---- |
| Copa de Francia     | A. J. Auxerre | Francia | 2003 |
| Copa Italia         | A. S. Roma    | Italia  | 2007 |
| Supercopa de Italia | A. S. Roma    | Italia  | 2007 |
| Copa Italia         | A. S. Roma    | Italia  | 2008 |
| Supercopa de Italia | A. C. Milan   | Italia  | 2011 |

| Título                    | Club                        | Sede     | Año  |
| ------------------------- | --------------------------- | -------- | ---- |
| Campeonato Europeo Sub-18 | Selección sub-18 de Francia | Alemania | 2000 |
| Copa Confederaciones      | Selección de Francia        | Francia  | 2003 |

### Distinciones individuales
| Distinción                             | Año  |
| -------------------------------------- | ---- |
| Esperanza del año para France Football | 2000 |
| Equipo del año de la Ligue 1           | 2003 |